# Papuagrion spinicaudum
Papuagrion spinicaudum är en trollsländeart som beskrevs av Maurits Anne Lieftinck 1937. Papuagrion spinicaudum ingår i släktet Papuagrion och familjen dammflicksländor. Inga underarter finns listade i Catalogue of Life.